# Nimic nou pe frontul de vest (film din 2022)
Nimic nou pe frontul de vest (în germană Im Westen nichts Neues) este un film german epic antirăzboi din 2022 bazat pe romanul omonim scris de Erich Maria Remarque care a mai fost regizat în 1930 și 1979. Filmul a fost nominalizat la nouă categorii de premii Oscar, dintre care a câștigat patru. În rolurile principale joacă actorii Felix Kammerer, Albrecht Schuch, Daniel Brühl, Sebastian Hülk, Aaron Hilmer, Edin Hasanovic și Devid Striesow. Amplasat în ultimele zile ale Primului Război Mondial, urmărește viața unui tânăr soldat german idealist pe nume Paul Bäumer. După ce s-a înrolat în Armata Germană împreună cu prietenii săi, Bäumer se trezește expus la realitățile războiului, spulberându-și speranțele timpurii de a deveni un erou în timp ce face tot posibilul pentru a supraviețui.

## Distribuție
- Felix Kammerer ca Paul Bäumer
- Albrecht Schuch ca Stanislaus "Kat" Katczinsky
- Aaron Hilmer ca Albert Kropp
- Moritz Klaus ca Franz Müller
- Adrian Grünewald ca Ludwig Behm
- Edin Hasanovic ca Tjaden Stackfleet
- Daniel Brühl ca Matthias Erzberger
- Thibault de Montalembert ca General Ferdinand Foch
- Devid Striesow ca General Friedrichs
- Andreas Döhler ca Locotenent Hoppe
- Sebastian Hülk[15] ca Maior Von Brixdorf

## Producție
Au avut loc filmări și în Milovice.